# 2018 في النمسا
الأحداث عام 2018 في النمسا.

## الحكم
- رئيس الجمهورية – ألكسندر فان دير بيلين
- مستشار – سيباستيان كورتس

## الأحـداث
- 12 شباط – حادث قطار نيكلاسدورف
- 8 حزيران – أعلن المستشار النمساوي سيباستيان كورتس عن إغلاق سبعة مساجد ويمكن أن يطرد ما يصل إلى 40 إمامًا من البلاد. اتُهمت المساجد بالدعوة للمناصب السلفية وتمولها بواسطة تركيا[1]

## الوفيات
- 13 كانون الثاني – والتر شوستر متزلج نمساوي